# Памятник Махтумкули (Астрахань)
Па́мятник Махтумкули Фраги — памятник туркменскому поэту, мыслителю, философу, классику туркменской литературы Махтумкули в городе Астрахань. Расположен в сквере «Студенческий» напротив Астраханского государственного университета в Ленинском районе.

## История
Памятник установлен по предложению губернатора Астраханской области Александра Жилкина.
Проект памятник выполнен известным туркменским скульптором Сарагтом Бабаевым и был передан Астрахани в дар.
Памятник был открыт 15 мая 2009 года при участии губернатора Астраханской области Александра Жилкина, делегацией Туркменистана во главе с министром культуры Гулмыратом Мырадовым, а также представителей туркменской диаспоры.